# EM i ishockey 1913
EM i ishockey 1913 var det fjerde europamesterskab i ishockey, arrangeret af IIHF. Mesterskabet blev afholdt i München fra 25. til 27. januar. 
Fire hold deltog og der blev spillet en enkeltserie, hvor alle holdene mødtes en gang.

## Resultat
| Dato       | Kamp               | Resultat |
| ---------- | ------------------ | -------- |
| 25. januar | Bøhmen – Belgien   | 4 – 4    |
| 25. januar | Tyskland – Østrig  | 14 – 4   |
| 26. januar | Østrig – Belgien   | 1 – 13   |
| 26. januar | Tyskland – Bøhmen  | 2 – 4    |
| 27. januar | Bøhmen – Østrig    | 7 – 0    |
| 27. januar | Tyskland – Belgien | 5 – 8    |

## Tabel
| Plads | Hold     | Kampe | Sejre | Uafgj. | Tabte | Mål     | Points |
| ----- | -------- | ----- | ----- | ------ | ----- | ------- | ------ |
| 1     | Belgien  | 3     | 2     | 1      | 0     | 25 – 10 | 5      |
| 2     | Bøhmen   | 3     | 2     | 1      | 0     | 15 – 6  | 5      |
| 3     | Tyskland | 3     | 1     | 0      | 2     | 21 – 16 | 2      |
| 4     | Østrig   | 3     | 0     | 0      | 3     | 5 – 34  | 0      |